# Уяздек
Уяздек (пол. Ujazdek) — село в Польщі, у гміні Боґорія Сташовського повіту Свентокшиського воєводства.
Населення — 85 осіб (2011).
У 1975-1998 роках село належало до Тарнобжезького воєводства.

## Демографія
Демографічна структура на день 31 березня 2011 року:
|          | Загалом | Допрацездатний вік | Працездатний вік | Постпрацездатний вік |
| -------- | ------- | ------------------ | ---------------- | -------------------- |
| Чоловіки | 45      | 9                  | 29               | 7                    |
| Жінки    | 40      | 7                  | 18               | 15                   |
| Разом    | 85      | 16                 | 47               | 22                   |